# Banja Luka
Banja Luka (formen Banjaluka ses også) er den næststørste by i Bosnien-Hercegovina og ligger 230 km nordvest for Sarajevo, 176 meter over havets overflade ved floden Vrbas i en skovrig og frugtbar egn. Byen havde 199.000 indbyggere i 2013.
Byen er den største by og de facto-hovedstaden i Republika Srpska, som er den serbisk dominerede provins i Bosnien-Hercegovina.
Banja Luka har rester af romerske bade og andre oldtidsruiner, et citadel og talrige moskeer. Moskeen Ferhadija, tidligere Bosniens prægtigste, og de fleste andre moskeer blev ødelagt under krigene i 1990'erne. I nærheden af Banja Luka ligger det i 1868 stiftede trappistkloster Maria-Stern.
Byen er sæde for en romersk-katolsk biskop og en græsk-ortodoks metropolit. Banja Luka, der tidligere var sæde for pashaen af Bosnien, blev 1688 erobret af østrigerne, men kom snart igen i tyrkernes besiddelse. 1737 led østrigerne et nederlag.

## Banja Luka under krigene i Jugoslavien
Byen gennemgik væsentlige forandringer op i gennem 1990'erne, da Krigen i Bosnien-Hercegovina brød ud. Ved udråbelsen af selvstændighed for Bosnien og Herzegovina og dannelsen af Republika Srpska blev Banja Luka de facto politisk centrum for den nye statsdannelse.
Næsten samtlige etniske kroater og bosniaker blev under krigen tvunget væk fra området og samtlige byens 16 moskeer blev ødelagt. Senere flyttede omkring 40.000 serbere, der var blevet fordrevet fra kroatisk og bosnisk dominerede områder, til Banja Luka.
Den 7. maj 2001 angreb flere tusinde serbiske nationalister en gruppe bosniakker og diplomater, der deltog i en ceremoni, der markerede genopførelsen af den historiske moske Ferhadija. Der var flere indikationer af, at det lokale politi samarbejdede med de serbiske nationalister. 14 bosnisk-serbiske nationalister blev fængslet for at have iværksat optøjerne.